# Biroella queenslandica
Biroella queenslandica är en insektsart som beskrevs av Sjöstedt 1920. Biroella queenslandica ingår i släktet Biroella och familjen Morabidae. Inga underarter finns listade i Catalogue of Life.